# Немецкое вторжение в Бельгию (1914)
Неме́цкое вторже́ние в Бе́льгию (также Бельги́йская кампа́ния) — военная кампания, происходившая на начальном этапе Первой мировой войны с 4 августа по 31 октября 1914 года между войсками Германской империи и войсками Бельгии при поддержке Франции, Британской империи и Люксембурга с другой. Она началась 4 августа 1914 года, когда Германская императорская армия пересекла границу с Бельгией, нарушив нейтралитет страны, и оккупировав Люксембург. Кампания завершилась оккупацией территории страны до 1918 года.
Вторжение в Бельгию являлось одним из пунктов плана Шлиффена по проведению «молниеносной войны». В начале войны Бельгия объявила о своём нейтралитете, и в стране началась массовая мобилизация, и 2 августа Германия направила бельгийскому правительству ультиматум, требуя перехода по территории страны и вторглись в Люксембург. Бельгийское правительство отклонило ультиматум, а правительство Великобритании обещало Бельгии военную помощь. На фоне этого немецкое правительство объявила войну Бельгии, немецкие войска пересекли границу и начали штурм Льежа. 17 августа бельгийское правительство бежало с территории страны. К октябрю, после  безрезультатного бега к морю, началась позиционная война.

## Предыстория

### Бельгийский нейтралитет

Карта Европы в 1914 году

Нейтралитет Бельгии был установлен в 1830 году по решению Великих держав, а закреплён Лондонским договором 1839 года, который также признал независимость и нейтралитет Бельгии от Нидерландов в результате Бельгийской революции. До 1911 года бельгийский стратегический анализ предполагал, что в случае начала войны немцы нападут через франко-германскую границу и заманят французские войска в ловушку у бельгийской границы как во время Франко-прусской войны. Британские и французские гарантии независимости Бельгии были сделаны до 1914 года, но возможность высадки десанта в Антверпене обсуждалась британским военным атташе в 1906—1911 годах, что заставило бельгийцев подогревать, что британцы стали рассматривать бельгийский нейтралитет как вопрос британского дипломатического и военного преимущества, а не как самоцель. Агадирский кризис 1911 года не оставил у бельгийского правительства никаких сомнений относительно риска европейской войны и вторжения Германии в Бельгию.
В сентябре 1911 года заседание правительства прошло к выводу, что Бельгия должна противостоять немецкому вторжению, чтобы избежать обвинения со стороны правительств Франции и Великобритании. Францию, Великобританию и Нидерланды также должны были продолжать рассматривать как потенциальных врагов. В 1913—1914 годах немцы запросили бельгийского военного атташе в Берлине в проходе Германской императорской армии через территорию Бельгии. В случае вторжения Бельгии понадобилась иностранная военная помощь, но она не будет относиться к иностранным державам как к союзникам и не будет ставить перед собой цели, выходящие за рамки поддержания независимости Бельгии. Нейтралитет вынудил бельгийское правительство занять стратегию военной независимости, основанную на программе перевооружения, которая началась в 1909 году и должна окончиться в 1926 году. План Бельгии заключался в том, чтобы иметь три армейских корпуса, чтобы уменьшить численное преимущество над немецкими войсками, чтобы французы смогли сдержать немецкое вторжение.
Призыв был введён в 1909 году, но с сокращением срока службы до 15-ти месяцев. Агадирский кризис заставил правительство продолжить подготовку, но до 1913 года численность армии не была определена как доля населения. Ежегодный призыв был увеличен с 13 до 33 тыс новобранцев, чтобы увеличить подготовительную силу для полевой армии. Мужчины постарше продолжали служить в гарнизонных войсках, и к 1926 году в них было около 340 тыс человек. Реализация новой системы нарушила старую, но к 1914 году она ещё не вступила в силу. Во время июльского кризиса, связанного с убийством наследника австро-венгерского престола Франца Фердинанда полки были разделены, и в армию были включены 8 классов призыва чтобы обеспечить 117 тыс человек для армии, полевые войска и 200 тысячное крепостное войско. Бельгийская армия планировала оборону, основанную на внутренних линиях, 
а не концентрацию армии на границе против конкретной угрозы. Бельгийская оборона должна была быть основана на Национальном редуте в Антверпене, при этом полевая армия была сосредоточена в центре страны в 60 км (37 миль) от границы, готовая маневрировать, чтобы задержать вторжение, в то время как границы были защищены укрепленными регионы Льеж и Намюр. Немецкое вторжение в Бельгию началось 4 августа 1914 года в нарушение статьи Лондонского договора было поводом для войны, причиной, по которой британское правительство объявило войну Германии. 

### Планы сторон

#### Бельгийские оборонительные планы

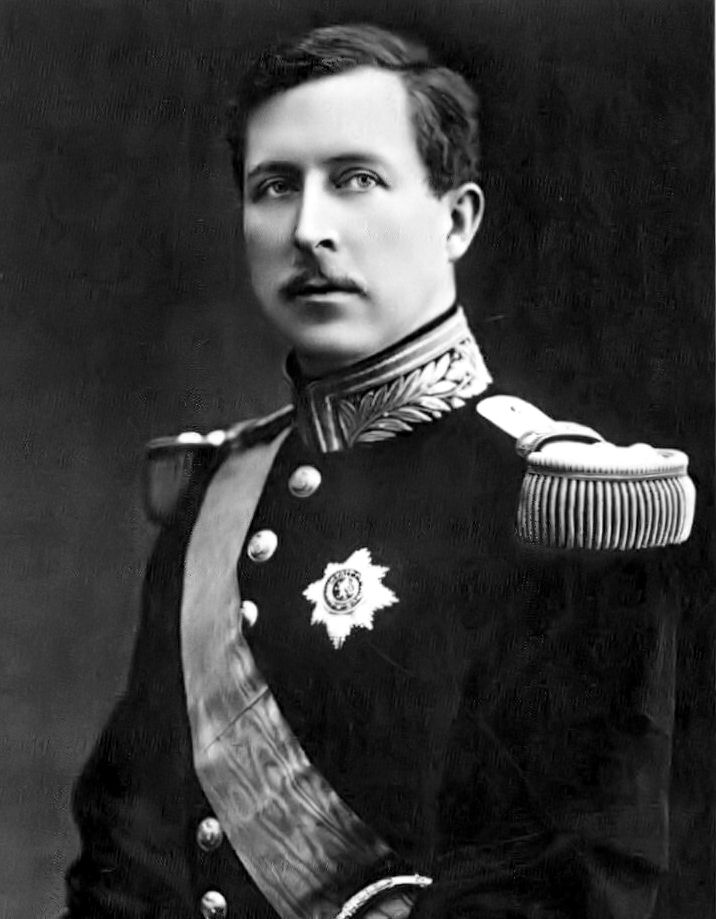
Альберт I – король Бельгии с 1909 года; в годы войны командовал бельгийскими войсками

Бельгийское военное планирование было основано на предположении, что другие державы вытеснят захватчика, но вероятность немецкого вторжения не привела к тому, что Франция и Великобритания стали рассматриваться как союзники, или что бельгийское правительство могло сделать что-то большее, чем просто защитить свою независимость. Франко-англо-русский союз  заставил бельгийцев осознать, что отношение Великобритании к Бельгии изменилось, что теперь она рассматривается как протекторат. Генеральный штаб Бельгии был сформирован в 1910 году, но главнокомандующий армии Гарри Юнгблут был уволен в отставку 30 июня 1912 года и только в мае 1914 года его заменил генерал-лейтенант шевалье Антонен де Селье де Моранвиль . Моранвиль начал планировать концентрацию армии и 29 июля встретился с представителями железнодорожной компании.
Бельгийские войска должны были быть сосредоточены в центральной Бельгии, перед Национальным редутом в Антверпене, готовые противостоять любой границе, в то время как укрепленные позиции Льеж и Намюр были оставлены для обеспечения безопасности границ. После мобилизации король стал главнокомандующим и выбрал, где сосредоточить армию. В условиях срыва нового плана перевооружения дезорганизованные и плохо обученные бельгийские призывники выиграют от центрального положения, позволяющего задержать контакт с захватчиком. Армии также потребовались бы укрепления для защиты, но они были построены на границе. Другая школа мысли хотела вернуться к приграничному развертыванию в соответствии с французскими теориями наступления. Появившийся бельгийский план представлял собой компромисс, согласно которому полевая армия сосредоточилась за рекой Гете с двумя дивизиями впереди в Льеже и Намюре.

#### Германский план Шлиффена – Мольтке
Немецкая стратегия с 1891 года отдавала приоритет наступательным операциям против Франции и оборонительной позиции против России. Немецкое планирование определялось численным превосходством, скоростью мобилизации и концентрации, а также эффектом огромного увеличения мощи современного оружия. Ожидалось, что лобовые атаки будут дорогостоящими и продолжительными и приведут к ограниченному успеху, особенно после того, как французы и русские модернизировали свои укрепления на границах с Германией. Альфред фон Шлиффен, начальник Имперского немецкого генерального штаба, с 1891 по 1906 год, разработал план обхода французских пограничных укреплений с помощью наступления на северный фланг, который имел бы местный численное превосходство и быстро одержать решающую победу. К 1898–1899 годам такой маневр должен был быстро пройти между Антверпеном и Намюром и угрожать Парижу с севера.
Гельмут фон Мольтке Младший сменил Шлиффена в 1906 году и был менее уверен, что французы согласятся с немецкими предположениями. Мольтке адаптировал план развертывания и концентрации для отражения атаки в центре или охватывающей атаки с обоих флангов в качестве вариантов, добавив дивизии на левый (южный) фланг напротив французской границы. Ожидается, что  1 700 000 человек будут мобилизованы в Вестхир (Западная армия). Основные силы Германии по-прежнему будут продвигаться через Бельгию и атаковать на юг, во Францию, французские армии будут окружены слева и отброшены через Маас, Эну, Сомму, Уазу, Марну и Сену короткими, быстрыми атаками, не имея возможности отойти в центральную Францию. Французы были бы либо уничтожены, либо маневр с севера создал бы условия для победы в центре или в Лотарингии, на общей границе.
Следствием акцента на Западном фронте стала нехватка войск для Восточного фронта против России. На востоке немцы планировали оборонительную стратегию и полагались на 8-ю армию для защиты Восточной Пруссии и на австро-венгерскую армию, чтобы отвлечь русских от восточной Германии наступлением в Галиции , в то время как Франция была разгромлена. Дивизии немецкой армии на западе должны были быть переброшены на восток, чтобы справиться с русскими, как только будет получена передышка против французов.

#### Планы Франции
Согласно Плану XVII, французская армия мирного времени должна была сформировать пять полевых армий с группой резервных дивизий, прикрепленных к каждой армии, и группой резервных дивизий на каждом фланге, вооруженными силами ок. 2 000 000 человек. Армии должны были сконцентрироваться напротив немецкой границы в районе Эпиналя, Нанси и Верден-Мезьера, а армия должна была находиться в резерве в районе Сент. Менеульд и Коммерси. С 1871 года строительство железной дороги дало французскому генеральному штабу шестнадцать линий до немецкой границы против тринадцати, доступных немецкой армии, и французы могли позволить себе подождать, пока намерения Германии не станут ясными. Французское развертывание должно было быть готово к наступлению Германии в Лотарингии или через Бельгию. Ожидалось, что немцы будут использовать резервные войска, но также ожидалось, что большая немецкая армия будет мобилизована на границе с Россией, в результате чего западная армия останется с достаточным количеством войск только для продвижения через Бельгию к югу от рек Маас и Самбра. Французская разведка получила карту немецкого генерального штаба 1905 года, на которой немецкие войска не продвинулись дальше на север, чем Намюр, и предположила, что планы осады бельгийских фортов были защитной мерой против бельгийской армии.
Ожидалось нападение Германии с юго-востока Бельгии на Мезьер и возможное наступление из Лотарингии на Верден, Нанси и Сен-Дье; Этот план представлял собой развитие Плана XVI и предусматривал возможность наступления Германии с севера через Бельгию. 1-я армия, 2-я и 3-я армии, по плану французского командования, должны были сконцентрироваться между Эпиналем и Верденом напротив Эльзаса и Лотарингии, 5-я армия должна была собраться от Монмеди к Седану и Мезьеру, а 4-я армия должна была удерживаться к западу от Вердена, готовая двинуться на восток для атаки. южный фланг немецкого вторжения через Бельгию или на юг против северного фланга нападения через Лотарингию. Никаких официальных положений о совместных операциях с Британским экспедиционным корпусом не было, но совместные договоренности были заключены, и в 1911 году во время Второго марокканского кризиса французам сообщили, что шесть британских дивизий, как ожидается, будут действовать вокруг Мобежа.

## Начало войны

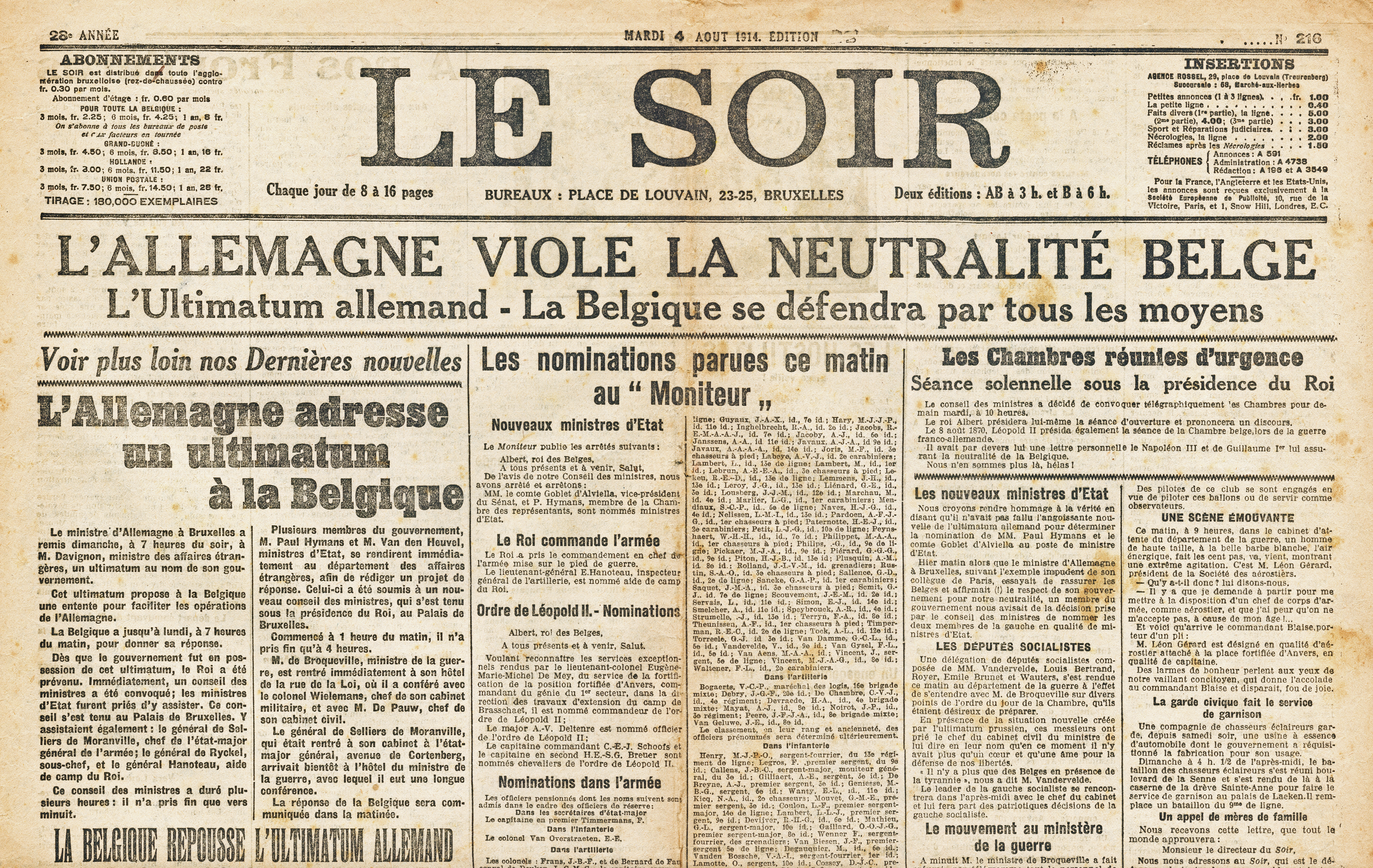
Заголовок газеты «Le soir» от 4 августа 1914 года: «Германия нарушает нейтралитет Бельгии»

28 июня 1914 года был убит австрийский эрцгерцог Франц Фердинанд, а 5 июля кайзер Вильгельм II пообещал полную поддержку Германии, если Австро-Венгрия предпримет действия против Сербии. 23 июля австро-венгерское правительство направило Сербии ультиматум, а на следующий день министр иностранных дел Великобритании сэр Эдвард Грей предложил провести конференцию для предотвращения войны, а правительство Бельгии опубликовало заявление о том, что Бельгия будет защищать свой нейтралитет «независимо от последствий». 25 июля правительство Сербии приказало провести мобилизацию, а 26 июля правительство Австро-Венгрии приказало провести частичную мобилизацию против Сербии. Правительства Франции и Италии приняли британские предложения о конференции 27 июля, но на следующий день Австро-Венгрия объявила войну Сербии, а правительство Германии отклонило британское предложение о конференции. 29 июля российское правительство приказало провести частичную мобилизацию с связи с началом боевых действий Австро-Венгрии против Сербии.
Правительство Германии внесло предложения по обеспечению британского нейтралитета; Адмиралтейство разослало флотам предупреждающую телеграмму, а военное министерство объявило период предосторожности. 30 июля британское правительство отклонило предложения Германии о британском нейтралитете, а на следующий день правительства Австро-Венгрии и России приказали провести полную мобилизацию.
В полночь 31 июля (1 августа) правительство Германии направило России ультиматум и объявило в течение дня состояние «Кригсгефар»; Правительство Османской империи приказало провести мобилизацию и закрыть Лондонскую фондовую биржу. 1 августа британское правительство приказало мобилизовать военно-морской флот, правительство Германии приказало провести всеобщую мобилизацию и объявило войну России. На польской границе начались военные действия, французское правительство приказало провести всеобщую мобилизацию, а на следующий день правительство Германии направило Бельгии ультиматум с требованием пройти через территорию Бельгии, поскольку немецкие войска пересекли границу Люксембурга. Военные действия начались на французской границе, Либава подверглась бомбардировке немецкого крейсера «СМС  Аугсбург» , а британское правительство гарантировало морскую защиту французского побережья. 3 августа бельгийское правительство отклонило требования Германии, а британское правительство гарантировало Бельгии военную поддержку в случае вторжения немецкой армии.
Германия объявила войну Франции, британское правительство объявило всеобщую мобилизацию, а Италия объявила нейтралитет. 4 августа британское правительство направило Германии ультиматум и объявило войну Германии в полночь 4 августа по центральноевропейскому времени. Бельгия разорвала дипломатические отношения с Германией, и Германия объявила Бельгии войну. Немецкие войска перешли границу Бельгии и атаковали Льеж.

## Ход кампании

### Первые сражения
После начала немецкого вторжения началась осада крепости Льеж, ставшее одним из ключевых сражений кампании. Крепость держалась до 16 августа, пока не была взята штурмом. Относительно длительная осада сдержала наступление немецких войск на Францию на пять дней. Железные дороги, необходимые немецким армиям в восточной Бельгии, были закрыты в начале осады, и к утру 17 августа немецкие 1-я, 2-я и 3-я армии могли возобновить наступление к французской границе, однако немецкие войска только появились перед Намюром 20 августа. Бельгийская полевая армия отошла из Гете в сторону Антверпена с 18 по 20 августа, а 20 августа Брюссель был захвачен без сопротивления. Осада Льежа длилась одиннадцать дней, а не два дня, как ожидали немцы.
В это же время началась битва при Халене, между германской кавалерией Георга фон дер Марвица и бельгийской кавалерией Леона де Витте. Чтобы заблокировать продвижение немцев к Хасселту и Дисту, кавалерийская дивизия под командованием де Витте была отправлена для охраны моста через реку Гете у Халена. Во время вечернего совещания бельгийский генеральный штаб приказал де Витте вести бой в спешке, пытаясь свести на нет численное преимущество немцев. Из перехватов связи бельгийский штаб обнаружил, что немцы направляются в направлении де Витте, и направил 4-ю пехотную бригаду для усиления кавалерийской дивизии. Бой начался около восьми  часов утра, когда немецкий разведывательный отряд, наступавший из Херк-де-Стада, был атакован бельгийскими войсками из стрелкового оружия. Сражение завершилось неудачей для немцев.
Осада Намюра также являлась значимым сражением кампании.
Намюр защищало кольцо современных крепостей, известное как укрепленная позиция Намюр и охранялась 4-й бельгийской дивизией. Когда 20 августа началась осада, немцы изменили тактику, использованную в Льеже, дождавшись прибытия осадного поезда из Льежа и обстреляв форты, прежде чем атаковать пехотой. Французские войска, отправленные на помощь городу, потерпели поражение в битве при Шарлеруа, и лишь немногим удалось принять участие в боях за Намюр. Форты были разрушены в результате бомбардировки, большая часть 4-й бельгийской дивизии отошла на юг, а 24 августа бельгийские крепостные войска были вынуждены сдаться. Бельгийцы сдерживали наступление немцев на несколько дней дольше, чем ожидали немцы, что дало Бельгии и Франции больше времени для мобилизации. Бельгийская армия имела 15 тыс общих потерь, из которых  10 тыс человек человек были из 4-й дивизии, которая была переброшена в Гавр , а затем 27 августа по морю в Остенде, откуда снова присоединилась к действующей армии в Антверпене. Немцы сообщали о 6 тыс пленных и 24 орудия.

### Франко-британские бои
Битва при Шарлеруа произошла 21 августа 1914 года между французскими и немецкими войсками и была частью Приграничного сражения. Французы планировали атаку через реку Самбре, когда немцы атаковали, и 5-я армия была вынуждена отступить, что помешало немецкой армии окружить и уничтожить французов. После очередных оборонительных действий французы были отброшены на несколько миль от Парижа. Британцы попытались удержать линию канала Монс-Конде на левом фланге 5-й армии против 1-й немецкой армии и нанесли непропорционально большие потери в битве при Монсе, прежде чем отступить, когда некоторые части были захвачены, а 5-я французская армия на правом фланге отошла в последствия битвы восточнее Шарлеруа. Обе стороны добились тактического успеха у Монса, британцы противостояли 1-й армии в течение дней, не позволили обойти с фланга 5-ю армию, а затем отступили в полном порядке. Для немцев это сражение было тактическим поражением и стратегическим успехом. Первая армия задержалась и понесла большие потери, но форсировала канал Монс-Конде и начала продвижение во Францию.

### Осада Антверпена
После ряда побед над франко-британскими войсками германские войска приступили к осаде Антверпена и захватили его за две недели, однако встретили упорное сопротивление.
У города-крепости Антверпен немецкие войска осадили гарнизон бельгийских крепостных войск, бельгийскую полевой армии и британскую королевскую военно-морскую дивизию. Город был окружен фортами, известными как Крепость Антверпен, и был окружен на юге и востоке немецкими войсками, которые 28 сентября начали бомбардировку бельгийских укреплений тяжелой артиллерией. Бельгийский гарнизон не имел надежды на победу без помощи, и, несмотря на прибытие Королевской военно-морской дивизии начиная с 3 октября, немцы прорвались во внешнее кольцо фортов. Немецкое наступление начало сжимать коридор от запада города вдоль голландской границы до побережья. Бельгийцы в Антверпене использовали эту полосу для поддержания связи с остальной частью неоккупированной Бельгии, и бельгийская полевая армия начала отход на запад, к побережью.
9 октября оставшийся гарнизон сдался, немцы заняли город, а некоторые британские и бельгийские войска бежали на север, в Нидерланды, где они были интернированы на время войны. Большое количество боеприпасов и многие из 2500 орудий в Антверпене были захвачены немцами в целости и сохранности.  80 тыс выживших солдат бельгийской полевой армии бежали на запад вместе с большей частью Королевской военно-морской дивизии. Британские потери составили 57 убитых, 138 раненых, 1479 интернированных и 936 взятых в плен. Операции по спасению Антверпена провалились, но задержали немецкие войска, когда они понадобились для операций против Ипра и побережья. Остенде и Зебрюгге были захвачены немцами без сопротивления. Войска из Антверпена продвинулись к позициям вдоль реки Изер и приняли участие в битве при Изере, которая сорвала последнюю попытку немцев обойти северный фланг союзников.

### Периферийные операции
Бельгийское сопротивление и страх немцев перед франктирёрами побудили немцев проводить политику устрашения против бельгийского гражданского населения во время вторжения. Произошли массовые убийства, казни, захваты заложников и сожжения городов и деревень, которые стали известны как «Изнасилование Бельгии». После битвы при Самбре 5-я армия и  Британский 
экспедиционный корпус отступили, и 25 августа генералу Фурнье было приказано защищать крепость, которая 27 августа была окружена VII резервным корпусом, имевшим две дивизии и в конечном итоге получил часть немецкой сверхтяжелой артиллерии, привезенной из осады Бельгии. Мобеж защищали четырнадцать фортов с гарнизоном из 30 тыс солдат из французских территорий, и ок.  10 тыс французских, британских и бельгийских отставших и заблокировали главную железнодорожную линию Кельн-Париж. Только линия от Трира до Льежа, Брюсселя, Валансьена и Камбре была открыта и должна была доставлять припасы на юг армиям на Эне и перебрасывать войска 6-й армии на север.
29 августа немцы начали бомбардировку фортов вокруг Мобежа. 5 сентября четыре форта были штурмованы немецкой пехотой, создав брешь в обороне. 7 сентября гарнизон сдался. Немцы взяли в плен 40 тысяч человек и захватили 377 орудий. После захвата Мобежа линия Кельн-Париж использовалась ограниченно между Диденхофеном и Люксембургом, пока мост в Намюре не был отремонтирован. Битва на Марне началась с штурма фортов Мобёж; во время битвы при Эне одна из дивизий VII резервного корпуса подоспела на соединение с 7-й армией, закрывшей опасную брешь в немецкой линии. Пока Британский экспедиционный корпус и французские армии проводили Великое отступление во Францию, небольшие отряды бельгийской, французской и британской армий проводили операции против немецкой кавалерии и егерей.
Обследовав франко-бельгийское побережье,
27 августа эскадрилья Королевской военно-морской воздушной службы вылетела в Остенде для выполнения воздушных разведывательных вылетов между Брюгге, Гентом и Ипром.  Британские морские пехотинцы высадились в Дюнкерке в ночь с 19 на 20 сентября , а 28 сентября батальон занял Лилль. Остальная часть бригады 30 сентября заняла Кассель и обследовала страну на автомобилях; Была создана секция бронеавтомобилей RNAS, оснащенная пуленепробиваемой сталью. 2 октября бригада морской пехоты была переведена в Антверпен. Остальная часть дивизии ВМФ высадилась в Дюнкерке в ночь с 4 на 5 октября и 6 октября последовала за морской пехотой в Антверпен. 6–7 октября 7-я дивизия и 3-я кавалерийская дивизия высадились в Зебрюгге. Силы военно-морских сил, собранные в Дувре, были сформированы в отдельное подразделение, которое стало Дуврским патрулем , для действий в Ла-Манше и у французско-бельгийского побережья.